# USS Yorktown (CV-10)

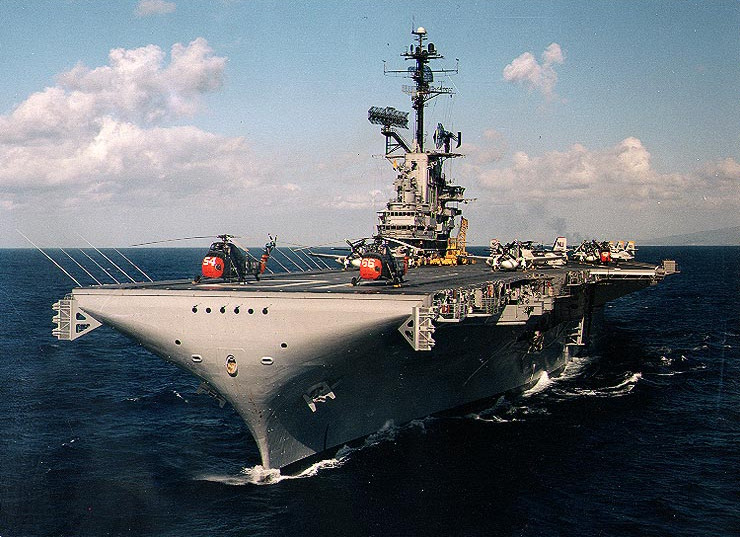
USS Yorktown under 1960-talet.

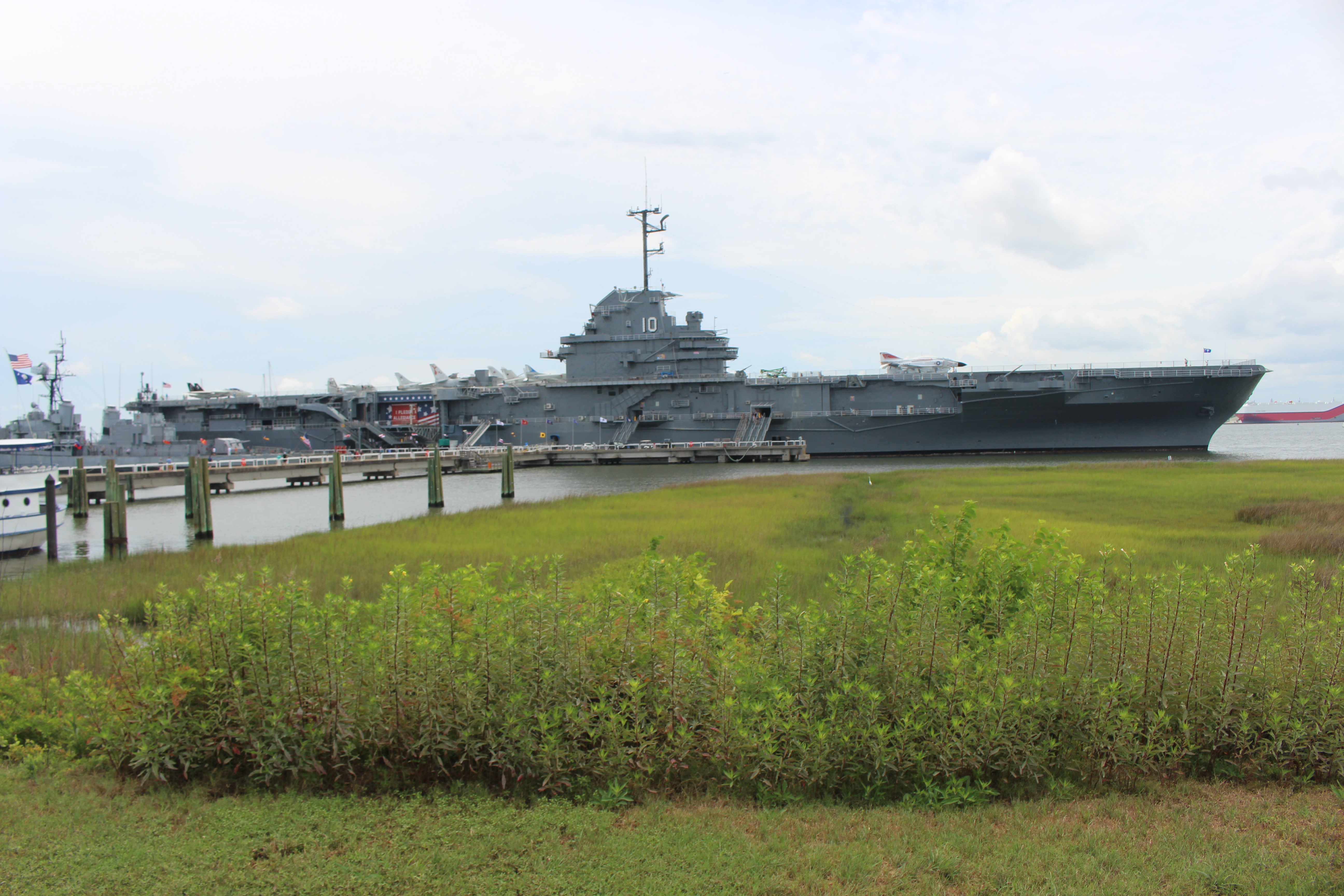
USS Yorktown som museifartyg utanför Charleston, South Carolina.

USS Yorktown (CV/CVA/CVS-10) är ett av de 24 hangarfartyg i Essex-klassen som byggdes under andra världskriget för amerikanska flottan. 
Fartyget är sedan 1975 bevarat som ett museifartyg.

## Bakgrund
Hon är döpt efter slaget vid Yorktown under amerikanska revolutionskriget och är det fjärde fartyget i amerikanska flottan med det namnet. Hon sjösattes den 31 januari 1943 vid Newport News Shipbuilding. Hon skulle ursprungligen få namnet USS Bon Homme Richard men döptes om till Yorktown under konstruktionen till minne av USS Yorktown (CV-5), som sänktes under slaget vid Midway i juni 1942. Yorktown togs i tjänst i april 1943 och deltog i flera slag under stillahavskriget och mottog 11 battle stars och Presidential Unit Citation.
Hon togs ut tjänst kort efter kriget och moderniserades och togs åter i tjänst i början av 1950-talet som ett attackhangarfartyg (CVA). Hon blev till slut ett ubåtjaktshangarfartyg (CVS). Hon togs åter i tjänst lite för sent för Koreakriget men tjänstgjorde under många år i Stilla havet och under Vietnamkriget varefter hon mottog fem battle stars. I slutet av hennes karriär tjänstgjorde hon som återhämtningsfartyg för rymdfärden Apollo 8. Hon användes också i filmen Tora! Tora! Tora! (1970) vilket återskapade den japanska attacken mot Pearl Harbor och i science fiction-filmen Philadelphiaexperimentet (1984).
Yorktown togs ur tjänst 1970 och blev ett museifartyg vid Patriot's Point, Mount Pleasant, South Carolina. Hon är idag ett National Historic Landmark.